# Riviera di Salò
La Riviera di Salò, ufficialmente nata come «Comunità della Riviera bresciana del lago di Garda» (latino:Communitas Riperiæ Lacus Gardæ Brixiensis), fu una confederazione di 34 comuni della riviera bresciana del lago di Garda e di parte della Valle Sabbia. Durante la dominazione veneziana il senato veneto elargì alla Patria il titolo di Magnifica e di Figlia primogenita della Serenissima, tanto da essere ricordata ancora oggi come la Magnifica Patria della Riviera di Salò. I suoi abitanti furono indicati come "Quelli di Salò". Venne sciolta nel maggio 1797.

## Storia

### Origini
Il 4 novembre del 1334 le 34 comunità della riviera e di parte della val Sabbia fondarono la comunità della Riperiæ lacus Gardæ Brixiensis con capoluogo Maderno. Essa era una sorta di federazione con a capo un podestà. Non volendosi alleare né con Brescia, né con Verona, decidono di dedicarsi a Venezia che manderà un provveditore.

### Dominio Visconteo
Nel 1350 la riviera cadrà nelle mani dei Visconti, visto l'impossibilità per Venezia di proteggere un così lontano territorio. Nel 1362 Salò è cinta d'assedio da parte delle truppe scaligere e la resistenza dei cittadini, unita alla grande accoglienza per Beatrice Visconti, faranno sì che il capoluogo della riviera passi da Maderno a Salò. Con la salita al potere di Gian Galeazzo Visconti Maderno tornerà ad essere la capitale per un breve periodo per poi perdere nuovamente, durante la stesura degli statuti, il titolo. Alla morte del duca i rappresentanti di Salò e della Riviera occuparono il quinto posto nella processione funebre, ben più avanti di città quali Brescia o Verona.

### Il ritorno di Venezia
Nel 1428 Salò e la Riviera tornano ad essere dominio della Serenissima, per motu proprio della Comunità, che abbandona i Visconti poco prima dell'assedio di Brescia. Nei successivi anni la Riviera si schiera più volte a favore dei Visconti, mentre Brescia rimane fedele alla Dominante, pertanto Venezia porrà la Riviera nella giurisdizione di Brescia.
Solo nel 1443 la riviera otterrà di essere indipendente, almeno parzialmente, da Brescia e a poter nuovamente accogliere sul Garda il Capitano della Riviera e Provveditore di Salò mandato dal Senato veneziano.
Durante questi anni Venezia elargirà alla Patria il titolo di Magnifica e di Figlia primogenita della Serenissima, insieme ad innumerevoli autonomie, tale da renderla quasi uno stato a sé stante. Con la guerra della Lega di Cambrai la Magnifica Patria è conquistata da Francesi e Spagnoli, mal voluti dalla popolazione, tornando poi ad innalzare le bandiere di San Marco.
Dalla riviera, il 23 aprile 1570, parte una nave di armigeri per combattere contro il turco. Questi si fanno onore durante la battaglia di Lepanto. 
Nel 1580 il futuro santo Carlo Borromeo arriva in visita pastorale a Salò, dirimendo questioni e fondando un Monte di Pietà spirituale per pagare degli insegnanti che educhino i giovinetti e i fanciulli poveri di Salò.

### La contro-rivoluzione
Con l'arrivo delle truppe di Napoleone a Salò il 17 agosto 1796, inizia la fine della Magnifica Patria. Il 25 marzo dei messaggeri da Brescia, insorta contro la dominante, porta l'annuncio della rivoluzione; i Salodiani in principio accolgono la notizia, poi, allontanatisi i bresciani, decidono per rimanere fedeli alla Serenissima: ha inizio la contro-rivoluzione, l'unica ufficialmente appoggiata da Venezia.
Le truppe Bresciane e Bergamasche che attaccano il golfo vengono respinte e arrestate, grazie all'intervento degli abitanti della valle Sabbia. Il 20 maggio la città di Salò è costretta ad arrendersi ai francesi, che gli toglieranno il titolo di capitale, il nome e l'indipendenza da Brescia. Nelle successive dominazioni non verrà più restaurata una provincia, dipartimento o cantone simile alla Riviera, ma sarà sempre smembrata.

## Politica
La rivera era governata da un consiglio della comunità composta da 36 consiglieri che entrano in carica metà a gennaio e metà a luglio. Ogni quadra mandava 6 consiglieri. Tra questi venivano eletti trimestralmente 6 deputati, uno per quadra, incaricati di governare effettivamente la patria. Tutti i consiglieri non potevano essere imparentati direttamente (padri, figli o fratelli) o indirettamente (cognati, suoceri, nuori) con altri in carica e neppure con il sindico speciale. Al termine del loro mandato non possono essere rieletti per almeno un anno. Alla prima riunione di gennaio e di luglio sono presenti sia i consiglieri uscenti che quelli entranti, per un totale di 56 consiglieri. Il sindico speciale deve essere laureato e deve presenziare tutti i consigli di comunità per poter contrastare tutte le parti (leggi) presentate dai deputati, non può votare.

### Suddivisione amministrativa
La riviera era divisa in sei quadre:
| Quadra        | Comuni                                                                                                | Comuni(Nome odierno) |
| ------------- | --- | --- |
| Gargnano      | - Gargnano - Trimosigno - Limone (latino: Limones Sancti Ioannis)                                     | - Gargnano - Tremosine - Limone sul Garda |
| Maderno       | - Maderno - Gardone (latino: Garda) - Tuscolano - Rovina                                              | - unito in Toscolano Maderno - Gardone Riviera - unito in Toscolano Maderno - Roina frazione di Toscolano Maderno                                                                                 |
| Salò          | - Salò (latino: Salodium) - Caccavero - Volciano                                                      | - Salò - Campoverde unito con Salò - Roè Volciano |
| Montagna      | - Hidro - Cazzi - Sabbio - Boarno - Hano - Degagna - Provaglio di Sopra - Provaglio di Sotto - Teglie | - Idro - Treviso Bresciano - Sabbio Chiese - Vobarno - Capovalle - frazione di Vobarno - unito in Provaglio Val Sabbia - unito in Provaglio Val Sabbia - frazione di Vobarno                      |
| Val di Tenese | - Manerba - Santo Felice - Raffa - Polpenazze - Puvignano - Portese - Moniga - Soiano                 | - Manerba del Garda - San Felice del Benaco - frazione di Puegnago del Garda - Polpenazze del Garda - Puegnago del Garda - frazione di San Felice del Benaco - Moniga del Garda - Soiano del Lago |
| Campagna      | - Moscoline - Bedizzuole - Padenghe - Calvagese - Carzago - Desenzano - Rivoltella - Pozzolengo       | - Muscoline - Bedizzole - Padenghe sul Garda - Calvagese della Riviera - Carzago Riviera frazione di Calvagese della Riviera - Desenzano del Garda - frazione di Desenzano del Garda - Pozzolengo |

Arzaga, Botonago, Burago, Drugolo, Maguzzano, Muslone e Venzago erano Comuni autonomi; il Comune di Tignale godeva delle medesime prerogative attribuite alle Quadre.

#### Consiglieri
Quadra di Gargnano
Gargnano manda tre consiglieri a luglio e uno a gennaio.
Tremosine e Limone mandano due consiglieri a gennaio; gli anni pari ne manda due solo Tremosine, in quelli dispari ne mandano uno a testa.
Quadra di Maderno
Maderno e Gardone ne mandano tre: Maderno ne manda due a gennaio negli anni pari e uno in quelli dispari, mentre Gardone ne manda uno a luglio e solamente negli anni dispari anche uno a gennaio.
Toscolano e Roina ne mandano anch'essi tre due a luglio e uno a gennaio: Roina manda un consigliere ogni due anni e mezzo e i restanti li manda Toscolano.
Quadra di Salò
Salò manda quattro consiglieri, due a gennaio e due a luglio.
Caccavero ne manda uno a gennaio, mentre volciano lo manda a giugno.
Quadra di Montagna
Hidro, Cazzi e Sabbio mandano ogni anno un consigliere a testa a gennaio.
Boarno un consigliere a luglio
Hano e Degagna ne mandano uno solo a luglio. Gli anni pari Hano e quelli dispari Degagna.
Provaglio di Sopra, Provaglio di Sotto e Teglie. Mandano uno solo consigliere a luglio. Per motivi di ufficio di deputazione l'alternarsi dei comuni, a cui tocca 18 mesi di deputazione a testa, si effettua su 18 anni: 6 anni per ogni comune.
| Anno | Comune             | Anno | Comune             | Anno  | Comune             |
| ---- | ------------------ | ---- | ------------------ | ----- | ------------------ |
| I    | Teglie             | VII  | Provaglio di Sopra | XIII  | Provaglio di Sotto |
| II   | Provaglio di Sopra | VIII | Teglie             | XIV   | Provaglio di Sopra |
| III  | Teglie             | IX   | Provaglio di Sotto | XV    | Provaglio di Sotto |
| IV   | Provaglio di Sotto | X    | Teglie             | XVI   | Provaglio di Sopra |
| V    | Provaglio di Sopra | XI   | Provaglio di Sopra | XVII  | Teglie             |
| VI   | Provaglio di Sotto | XII  | Teglie             | XVIII | Provaglio di Sotto |
Quadra di Val Tenese
Moniga e Soiano ne mandano uno solo a luglio. Per due anni lo manda Moniga, per il terzo anno lo manda Soiano
Polpenazze uno a gennaio.
Puegnago e Portese ne mandano uno solo a gennaio; Puegnago gli anni pari e Portese quelli dispari.
Manerba, San Felice e Raffa mandano tre consiglieri; di cui Manerba ne manda sempre uno a luglio e stessa cosa per San Felice. Il terzo lo manda un anno Manerba e un anno San Felice, ma ogni sette anni lo manda alla Raffa, sempre di gennaio.
| Anno | San Felice             | Manerba                | Raffa      |
| ---- | ---------------------- | ---------------------- | ---------- |
| I    | 1º luglio              | 1º luglio              | 1º gennaio |
| II   | 1º luglio              | 1º gennaio e 1º luglio | ---        |
| III  | 1º gennaio e 1º luglio | 1º luglio              | ---        |
| IV   | 1º luglio              | 1º gennaio e 1º luglio | ---        |
| V    | 1º gennaio e 1º luglio | 1º luglio              | ---        |
| VI   | 1º luglio              | 1º gennaio e 1º luglio | ---        |
| VII  | 1º gennaio e 1º luglio | 1º luglio              | ---        |
| VIII | 1º luglio              | 1º luglio              | 1º gennaio |
| IX   | 1º gennaio e 1º luglio | 1º luglio              | ---        |
Quadra di Campagna
Muscoline uno a Gennaio
Bedizzole uno a Luglio
Padenghe uno a Luglio
Calvagese e Carzago ne mandano uno solo a Gennaio. Per due anni lo manda Calvagese, per il terzo anno lo manda Carzago
Desenzano, Rivoltella e Pozzolengo ne hanno due, uno a Gennaio e uno Luglio, come da esempio in tabella.
| Anno    | Comune a Gennaio | Comune a Luglio |
| ------- | ---------------- | --------------- |
| Primo   | Desenzano        | Pozzolengo      |
| Secondo | Rivoltella       | Desenzano       |
| Terzo   | Pozzolengo       | Rivoltella      |

## Economia
In tutta la riviera è presente l'agricoltura, specializzata nell'alta riviera nella coltivazione di limone e cedri. Su tutta la costa è presente anche la produzione di olio e vino in quantità pari al doppio del consumo interno. Per quanto riguarda la coltivazione del grano, la campagna è in grado di coprire unicamente il consumo interno per quattro mesi all'anno. Sui monti è presente anche la pastorizia di bovini e ovini.
Nella valle Sabbia è fiorente il commercio di legname e la produzione di utensili in ferro. A Salò è attiva una fiorente industria di refe del valore di 150000 ducati l'anno.
A Desenzano ogni martedì si svolge un importante mercato di biade, mentre il sabato il mercato si svolge a Salò, dove si commercia ogni tipo di mercanzia. Il commercio su barche attraverso il lago collega facilmente le località rivierasche con quelle veronesi, trentine e mantovane.